# Estrebay
Estrebay je francouzská obec v departementu Ardensko v regionu Grand Est. V roce 2014 zde žilo 69 obyvatel.

## Poloha obce
Sousední obce jsou: Aouste, Flaignes-Havys, Girondelle, Champlin a Prez.

## Vývoj počtu obyvatel
Počet obyvatel